# World Radiation Monitoring Center
Das World Radiation Monitoring Center (WRMC) ist das zentrale Archiv des Baseline Surface Radiation Networks (BSRN). Ziel dieses Netzwerkes ist, Klimaforschern die bestmöglichen bodennahen Strahlungsmessungen zur Verfügung zu stellen. Es handelt sich dabei um die solaren Strahlungskomponenten (Global, Reflex, Direkt, Diffus, UV) sowie die terrestrischen Strahlungskomponenten (Gegen, Aus). Mehr als 50 Stationen in unterschiedlichen Klimazonen der Erde beteiligen sich z. T. seit 1992 an diesem Netzwerk. Die Daten der meisten Stationen werden als minütliche Mittelwerte erfasst. Vielfach werden die Strahlungsmessungen durch synoptische Wetterbeobachtungen, Radiosondenaufstiege, Ozonmessungen etc. ergänzt.
Das Netzwerk ist ein Projekt des World Climate Research Programme (WRCP) und des Global Energy and Water Experiment (GEWEX). Es ist Teil des Global Climate Observing Systems (GCOS) der World Meteorological Organization (WMO). Sein Ziel ist, den für das Klima relevanten Strahlungshaushalt der Erde sowie dessen Änderungen zu erfassen. Die Daten dienen insbesondere der Überprüfung und Verbesserung von Satellitenmessungen sowie von Klimamodellen.
Das WRMC wurde 1992 an der Eidgenössischen Technischen Hochschule Zürich (ETH Zürich) eingerichtet. Im Juni 2008 übernahm das Alfred-Wegener-Institut für Polar- und Meeresforschung Bremerhaven (AWI) das WRMC.